# 第二次ロシア・スウェーデン戦争
第二次ロシア・スウェーデン戦争（だいにじロシア・スウェーデンせんそう、1808年 - 1809年）は、「ナポレオン戦争」に準ずるロシア帝国とスウェーデンとの戦争を指す。フィンランド戦争ともいう。
フィンランドを戦場にし、スウェーデンのホルシュタイン＝ゴットルプ家とロシアのホルシュタイン＝ゴットルプ＝ロマノフ家が開戦したこの戦争を、1788年－1790年の第一次戦争に次ぐ第二次戦争とも呼ぶ。
第一次と第二次は、まとめてロシア・スウェーデン戦争とも呼ばれている。

## 経過
ロシアとスウェーデンは元々対仏大同盟の同盟国であり、敵対国ではなかった。しかし第四次対仏大同盟軍がナポレオン1世率いるフランス帝国軍に敗れて解体した後、ロシア帝国は1807年にティルジットで行われたティルジットの和約においてフランス帝国と和解した。この時、ロシア皇帝アレクサンドル1世は前年に発令された大陸封鎖令に参加した。この封鎖令に対し、反ナポレオン政策を取るスウェーデン王グスタフ4世アドルフは参加を拒否した。この結果スウェーデンは、イギリスを除くと唯一のフランス帝国の敵対国となった（イギリスの支援を得たポルトガルも封鎖令を拒み、「半島戦争」が勃発する）。
1807年10月、ナポレオン1世はアレクサンドル1世とエアフルトで会談を行い、スウェーデンを大陸封鎖令に参加させるために、ロシアをフランスの同盟国に引きずり込んだ。ここでスウェーデンと戦端を開く代わりに、スウェーデンの属領フィンランドの「自由処分」と言う密約を結んだのである。
対するグスタフ4世は、大陸封鎖令に反対するイギリスと同盟を画策したが、イギリスはスウェーデンの戦力を値踏みし、同盟への参加を拒否してデンマークと戦端を開いた。デンマークを破ったイギリスは、ロシアと英露戦争を起こした。ようやくイギリス・スウェーデンの共闘関係が生まれるが、バルト海の海戦とフィンランドの陸戦では展開が全く異なる結果となり、イギリスの参戦はスウェーデンに何ら追い風となることはなかった。
一方フランス軍は、スウェーデンの対外領であった西ポンメルンを占領した。ここでアレクサンドル1世は、ナポレオンとの和解を持ちかけたが、グスタフ4世はそれを拒否した。ここに至ってロシアは、フィンランド獲得の口実が出来たのである。
1808年2月、ロシアは8万の軍をフィンランドに侵攻させた。フィンランドには1万人のスウェーデン軍がいたが、戦わずして降伏した。デンマークもフランス帝国も宣戦布告した。フランス軍の総司令官はベルナドット元帥であった。しかしナポレオンは、北欧への侵攻に熱意をなくし、上陸作戦を実施しなかった。それでもスウェーデンは、6万のスウェーデン国軍で二正面作戦ないし三正面作戦を行わなければならない状勢へと追い込まれたのである。もっとも、デンマークは外交断絶によって事なきを得、スウェーデンに取って主要な敵はロシアだけとなった。しかしロシア軍はフィンランドの大半をその支配下に入れ始めていた。ここでグスタフ4世は徴兵を行って3万人のスウェーデン軍を編成し、オーランド諸島を経由してフィンランドに上陸した。この時フィンランド兵だけはロシア軍に対して勇敢に戦っていたが、フィンランドのスウェーデン兵は恭順の意を示していた。グスタフ4世は自ら親征し、フィンランド西南部でロシア軍と会戦したが、大敗を喫した。この戦闘が戦争を決定づけた。敗北したスウェーデン軍は本国へと逃亡し、ロシア軍は追撃作戦を行い、オーランド諸島まで占有を果たした。同じバルト海中部にあるゴットランド島もロシア軍に20日間占領された。

## 影響
翌1809年9月、スウェーデンはロシアとの講和に応じ、フレデリクスハムンの和約（ハミナの和平）を結ぶことを強制された（デンマークとの戦争は、イェンシェーピングの和議が同年の内に締結され現状維持で収束した）。1810年1月にはフランスともパリ条約を結び、屈服した。この条約によって、スウェーデンは大陸封鎖令に強制的に参加させられると共に、600年間支配していたフィンランドを失い、オーランド諸島までを割譲させられ、スウェーデンは北欧における影響力と、父グスタフ3世が築いたヨーロッパにおける地位全てを失った。一方アレクサンドル1世は、フィンランドに対して解放者として君臨した。以降フィンランドは1917年まで、ロシア帝国下の保護国フィンランド大公国として存続して行くこととなった。
1809年3月、スウェーデンでは軍事クーデターが起こされ、対ナポレオンの急先鋒であった国王グスタフ4世アドルフが廃位され、ナポレオンの帝国の従属国となった。この後スウェーデンでは嫡子のいないカール13世が擁立され、王位継承問題が発生するのである。

## 読書案内
- 武田龍夫『物語 スウェーデン史』（新評論、2003年）
- 武田龍夫『物語 北欧の歴史』（中公新書、1993年）
- 武田龍夫『北欧悲史』（明石書店、2006年）
- 百瀬宏、熊野聰、村井誠人『北欧史 (世界各国史)』 山川出版社、1998年